# 何履光
何履光（？—8世纪），唐朝军事人物，曾多次对南诏作战，官至岭南节度使，安史之乱时期奉诏出兵勤王。他也是第一位可考的海南籍官员。

## 家世
何履光是珠崖人，一作邕管桂州人。
何履光在《旧唐书》《新唐书》中均未列传。

## 征讨南诏
唐玄宗天宝年间，曾任安南都护、容管经略使。曾三次奏报本地异象。八载（749年）十月，时任特进的何履光奉命统领十道兵马从安南进军讨伐云南蛮国，十载（751年）收复安宁城，复立马援铜柱，回师。十二载（752年）五月，在左武卫大将军任上率岭南五府兵击南诏。都督将军贾颧全军覆没被擒，何履光仅以身免。十三载（753年），在岭南节度使任上奉命与前云南郡都督兼侍御史李宓、中使萨道悬逊统秦陇、安南士兵修舟船，水陆并进讨南诏，大败，李宓阵亡，何履光遁去。先前鲜于仲通兵败于南诏的战事，何履光可能也有参与。

## 勤王救难
十五载（756年），何履光正收复蛮王的大和城时，因安禄山叛乱，奉玄宗诏率兵去西川，收复之事搁置。五月，叛军围攻南阳，夷陵太守虢王李巨受任为陈留、谯郡太守、河南节度使，统领何履光、黔中节度使赵国珍、南阳节度使鲁炅。何履光、赵国珍及襄阳防御使徐浩还未到南阳，鲁炅已被叛军所败，来自岭南、黔中、荆襄的裨将的亲属一半在军队，多带着金银为资粮，逃跑时把军资器械都丢弃在路上，堆积如山，叛军因此暴富。李巨赶到南阳，催促何履光、赵国珍同到。监察御史高适认为三位节度使都持节，数名监军也主事，南阳各军才屡战屡败。唐玄宗嘉其言。
崔国辅有《上何都督履光书》。

## 归隐山林
同年十月（《唐会要》作次年正月），贺兰进明被任为岭南节度使，未详何履光因何去职。
何履光最后归隐贵县。《一统志》误将曾任特进的何履光记作“何特进”“何履光”二人，《风土记》则误作“何履”“何光”二人。《徐霞客游记》载贵县有两座山峰，传说为“二何”所化。《西事珥》及朱惠荣校注有辨证。
当代学者易闻晓曾作《海口赋》赞何履光：
噫吁彼苍连海，郁乎斯地有灵，半钟琼台毓秀，咸过海口鸿声。至于何公节度，兵定南诏，功佐天宝。